# Мемектай
Мемактай — сын правителя Волжской Булгарии X века Алмуша (после обращения в ислам принявшего имя Джафар ибн Абдаллах).
На одной из булгарских монет на аверсе приведено имя Джафара, в то время как на реверсе имеется, по замечанию С. А. Яниной, впервые описавшей эту монету, неразборчивая надпись. Как отметила исследовательница, речь идёт, соответственно, об эмире и его сыне, но в последнем случае не о Микаиле. А. Г. Мухамадиев прочитал это имя как Мемектай, заметив, что оно является характерным для булгар. Датой чеканки монеты указан 309 год хиджры, что соответствует 921/922 году нашей эры. По предположению авторов «Истории татар с древнейших времен в семи томах», не исключено, что Мемактай в это время сам был правителем. Однако, по мнению С. А. Яниной, монета, скорее всего, была выпущена первым преемником Алмуша. С. А. Гоглов и А. В. Големихов выразили уверенность, что монета была отчеканена в 341 году хиджры в Хаусеме Джафаром ибн Мухаммадом с именем наследника Махди ибн Джафара на её оборотной стороне.
Как отмечали Ф. Ш. Хузин и А. Г. Ситдиков, согласно сведениям Аль-Масуди, Мемектай, старший сын Алмуша, осуществил хадж в Мекку ещё при жизни аббасидского халифа Муктадира (правил в 908—932 годах). А. З. Нигамаев и А. А. Лукьянов со ссылкой на Ш. Марджани указывали, что Мемектай был заложником у хазарского царя.